# Полигенско наслеђивање
Полигенско наслеђивање је оно при коме је једна особина детерминисана већим бројем гена (полигени). Да би се испољила нека особина (или болест) неопходно је заједничко деловање (интеракција) већег броја гена, а и средина може да утиче на промену ових особина. Особине се називају полигене или квантитативне.
Полигено се наслеђују многе нормалне особине човека : 
- висина тела,
- маса тела,
- разни обими (грудног коша, главе, надлактице итд.),
- разне дужинске и ширинске мере (дужина ногу, ширина рамена, ширина карлице итд.)
- боја коже, косе и очију,
- интелигенција,
- број линија на шакама и стопалима (дерматоглифи) и др.

Под полигеном контролом су и различити облици девијантног понашања људи. 
У девијантно понашање убрајају се:
- склоност ка криминалу,
- алкохолизам,
- наркоманија,
- хомосексуалност и др.

Полигенско наслеђивање уз садејство чинилаца спољашње средине назива се мултифакторско наслеђивање.
Многе болести се наслеђују мултифакторски,:
- дијабетес,
- епилепсија,
- схизофренија,
- реуматоидни артритис,
- артеријска хипертензија,
- чир на желуцу,
- као и урођене аномалије деце: расцеп усне и непца, ишчашење кукова, дефект нервне цеви и др.

Мултифакторска својства и тип њиховог наслеђивања је веома тешко пратити, јер не подлежу правилностима преношења унутар породице, а и због очигледног утицаја чинилаца средине на испољавање полигена.